# Путц, Нарциз
Нарциз Путц (пол. Narcyz Putz; 28 октября 1877, Серакув, Великопольское воеводство — 5 декабря 1942, Дахау, Бавария) — блаженный Римско-католической церкви, священник, мученик. Входит в число 108 блаженных польских мучеников, беатифицированных римским папой Иоанном Павлом II во время его посещения Варшавы 13 июня 1999 года.

## Биография
После окончания гимназии св. Магдалины Нарциз Путц поступил в Духовную семинарию в Познани. 15 декабря 1902 года был рукоположен во священника. С 1902—1920 годах служил викарием в различных католических приходах в Борушине, Шамотулы, Людзиско. C 1 апреля 1920 года служил настоятелем в немецком приходе Пресвятого Сердца Иисуса в Быдгоще (Бромберг). В своей пастырской деятельности в Быдгоще уделял особенное внимание польскоязычным прихожанам. С 1 октября 1925 года Нарциз Путц служил настоятелем в Познани в приходе Пресвятого Сердца Иисуса. В 1937 году был назначен каноником познанского диоцеза.
9 ноября 1939 года был арестован немецкими оккупационными властями и 25 апреля 1940 года отправлен в концентрационный лагерь Дахау. Через некоторое время был переведён в концентрационном лагере Маутхаузен, где работал на каменоломнях. В начале 1942 года его отправили в концентрационный лагерь Дахау, где он погиб 5 декабря 1942 года.
Его концентрационный номер — 22064.

## Прославление
13 июня 1999 года был беатифицирован римским папой Иоанном Павлом II вместе с другими польскими мучениками Второй мировой войны.
День памяти — 12 июня.